# باشگاه نیمه‌شب
باشگاه نیمه شب Midnight Club مجموعه ای از بازی های ویدئویی مسابقه ای به سبک آرکید است که توسط Rockstar San Diego توسعه یافته و توسط Rockstar Games منتشر شده است. Midnight Club شبیه به سری Midtown Madness (که قبلا توسط Angel Studios ساخته شده بود)، با تمرکز بر مسابقات خیابانی رقابتی در محیط‌های شهری جهان باز است. در سرتاسر این سری، بازیکنان در تصاویر فشرده نیویورک، لندن، لس آنجلس، پاریس، توکیو، سن دیگو، آتلانتا و دیترویت مسابقه می‌دهند. 

## پیش فرض
مجموعه Midnight Club از گروه مسابقه‌ای ژاپنی (هاشیریا)، معروف به تیم مسابقه نیمه‌شب، الهام گرفته شده است، که میزبان دوی‌های خیابانی غیرقانونی در مسیر Bayshore (معروف به بومی وانگان) در بزرگراه شوتو در منطقه بزرگ توکیو بود. . دو شخصیت کانجی (湾岸 یا "wangan") در هر یک از لوگوهای سریال ظاهر می شوند. مجموعه مانگای ژاپنی Wangan Midnight - که همچنین از باشگاه الهام گرفته شده است - شامل همان دو شخصیت در لوگوهای خود است. کانجی از عناوین نسخه های ژاپنی Midnight Club: Street Racing و Midnight Club: Los Angeles حذف شده است تا از درگیری قانونی با مالکان حقوق نیمه شب Wangan Kodansha جلوگیری شود.
در هر بازی، بازیکن با یک وسیله نقلیه نسبتاً اصلاح نشده و کند شروع می کند. وسایل نقلیه با عملکرد بالاتر می تواند توسط بازیکن پس از رقابت در مسابقات با سایر اعضای باشگاه برنده یا خریداری شود. هدف این است که هر یک از حریفان دیگر (که شامل مسابقه‌دهنده‌های "قهرمان شهر" و "قهرمان جهان" هستند) را در مسیر تبدیل شدن به قهرمان جدید باشگاه Midnight شکست دهید. قسمت‌های بعدی این سری شامل برندهای واقعی خودرو با گزینه‌های سفارشی‌سازی پیچیده برای هر کدام، و مسابقات «باشگاهی» است که از اتومبیل‌های مسابقه‌ای با استفاده از وسایل نقلیه هم کلاس تشکیل شده است.

## عنوان‌ها
| سال  | نام                                         | سازنده          | دسترسی                   | دسترسی            | دسترسی          |
| ---- | ------------------------------------------- | --------------- | ------------------------ | ----------------- | --------------- |
| سال  | نام                                         | سازنده          | کنسول                    | کامپیوتر          | دستی            |
| ۲۰۰۰ | کلوپ نیمه شب: مسابقه خیابانی                | راک‌استار سن‌دیگو | پلی‌استیشن ۲              |                   | گیم بوی ادونس   |
| ۲۰۰۳ | کلوپ نیمه شب ۲                              | راک‌استار سن‌دیگو | پلی‌استیشن ۲ ایکس‌باکس     | مایکروسافت ویندوز |                 |
| ۲۰۰۵ | کلوپ نیمه شب ۳: نسخه داب                    | راک‌استار سن‌دیگو | پلی‌استیشن ۲ ایکس‌باکس     |                   | پلی‌استیشن همراه |
| ۲۰۰۶ | Midnight Club 3: DUB Edition Remix          | راک‌استار سن‌دیگو | پلی‌استیشن ۲ ایکس‌باکس     |                   |                 |
| ۲۰۰۸ | کلوپ نیمه شب: لس آنجلس                      | راک‌استار سن‌دیگو | پلی‌استیشن ۳ ایکس‌باکس ۳۶۰ |                   |                 |
| ۲۰۰۸ | Midnight Club: L.A. Remix                   | Rockstar London |                          |                   | پلی‌استیشن همراه |
| ۲۰۰۹ | Midnight Club: Los Angeles Complete Edition | راک‌استار سن‌دیگو | پلی‌استیشن ۳ ایکس‌باکس ۳۶۰ |                   |                 |

## بازخوردها
این سری عموماً نظرات مثبت منتقدان را دریافت کرده است.

## آینده
در ژانویه 2010، Rockstar برنامه‌های خود را برای قسمت آینده Midnight Club متوقف کرده بود و تیم توسعه به آرامی از بین رفت. Take-Two Interactive علامت تجاری Midnight Club را در سال 2012 مجدداً ثبت کرد، و این مجموعه را در کنفرانس کنفرانس ژانویه 2022 تأیید کرد.